# Plinio Antolini
Plinio Antolini, född 21 oktober 1920 i Pescantina, död 1 juni 2012, var en italiensk amatörastronom.
Minor Planet Center listar honom som P. Antolini och som upptäckare av 4 asteroider.

## Asteroid upptäckt av Plinio Antolini
| 12777 Manuel [A]                                                | 27 augusti 1994   |
| (21308) 1996 XG5 [B]                                            | 2 december 1996   |
| 29356 Giovarduino                                               | 25 september 1995 |
| (96307) 1996 XT2 [B]                                            | 4 december 1996   |
| Upptäckt tillsammans med: A Giovanni Zonaro B Flavio Castellani |                   |